# Culcita (ormbunkar)
Culcita är ett släkte av ormbunkar. Culcita ingår som enda släkte i familjen Culcitaceae.
Kladogram enligt Catalogue of Life:
| Användare:Lsjbot/Culcita | \| \| Culcita coniifolia \| \| \| \| \| \| Culcita macrocarpa \| \| \| \| |
|                          | \| \| Culcita coniifolia \| \| \| \| \| \| Culcita macrocarpa \| \| \| \| |
|                          | Culcita coniifolia                                                        |
|                          |                                                                           |
|                          | Culcita macrocarpa                                                        |
|                          |                                                                           |